# Andesiet
| Andesiet                                                                 | Andesiet | Andesiet               | Andesiet        | Andesiet          |
| ------------------------------------------------------------------------ | -------- | ---------------------- | --------------- | ----------------- |
| Amygdaloidaal andesiet (holtes in gesteente later gevuld met kristallen) |          |                        |                 |                   |
| Amygdaloidaal andesiet (holtes in gesteente later gevuld met kristallen) |          |                        |                 |                   |
| Indeling der stollingsgesteenten                                         |          |                        |                 |                   |
|                                                                          | % SiO2   | uitvloeings- gesteente | gang- gesteente | diepte- gesteente |
| felsisch                                                                 | >~70     | ryoliet                | granofier       | graniet           |
| felsisch                                                                 | ~70-63   | daciet                 | granodioriet    | granodioriet      |
| intermediair                                                             | 63-52    | andesiet               | dioriet         | dioriet           |
| mafisch                                                                  | 52-45    | basalt                 | doleriet        | gabbro            |
| ultramafisch                                                             | <45      | komatiiet              | peridotiet      | peridotiet        |

Andesiet is een grijs tot zwart intermediair (tussen felsisch en mafisch) stollingsgesteente, dat tussen de 52 en 63 procent silica (SiO2) bevat. Het is lichter van kleur dan basalt.

## Eigenschappen
Andesiet bestaat voornamelijk uit mineralen als plagioklaas, kaliveldspaat en clino- en/of orthopyroxeen. Niet meer dan 10% van de mineralen kan bestaan uit mica's (biotiet en muscoviet) en kwarts. Andesiet ontstaat doordat in een mafisch magma als eerste olivijn of pyroxeen kristalliseren. Die hebben een relatief laag silicium gehalte. Daardoor rijkt het overgebleven magma aan in silicium gehalte. 

## Naam
Andesiet is genoemd naar de Andes in Zuid-Amerika. Door het subductie-vulkanisme dat daar plaatsvindt worden andesieten gevormd. Het komt ook voor in vele andere subductiezones. De Fuji in Japan is een voorbeeld van een andesitische vulkaan. 

## Voorkomen
Andesiet is een uitvloeiingsgesteente; het wordt voornamelijk gevormd aan het aardoppervlak. Hierdoor is de kristalgrootte van de mineralen in de matrix klein. Wel kunnen er grotere kristallen in voorkomen die al in de diepte zijn gevormd (vooral pyroxeen of amfibool). Als het magma in de diepte stolt, vormt zich dioriet.